# Bonós
Gal Quint Bonós (en llatí Gallus Quintus Bonosus) va ser un usurpador del tron imperial romà. És mencionat a la Historia Augusta amb una breu biografia.
Va néixer a Hispània, el seu pare era un bretó i la seva mare era gal·la. El seu pare era un humil mestre d'escola que va morir quan Bonós era un nen però la seva mare s'encarregà de donar-li una bona educació, i el va destinar a la literatura per a la qual va mostrar poca aptitud. Va ingressar a l'exèrcit i va arribar a tenir una alta graduació.
La seva carrera militar va ser distingida amb honors i tenia un historial excel·lent. Tenia la facultat de beure grans quantitats d'alcohol sense sentir-ne l'efecte o almenys sense perdre el control (bibit quantum hominum nemo). Aurelià es va aprofitar d'aquesta facultat i el va cridar al seu costat per acostar-se als ambaixadors, als que oferia vi i intentava obtenir algun secret que després transmetia al seu emperador.
Aurelià el va casar amb la dama Hunila, de noble sang goda, de la que també havia d'obtenir informació (no és conegut si ho va aconseguir). Més tard va dirigir un cos d'exèrcit a la frontera de Rècia que després es va estacionar al Rin. Mentre estava destinat al Rin, els pobles germànics van aconseguir cremar i destruir una flota que es trobava sota les seves ordres, per manca d'atenció per la seva part. Temorós de les conseqüències d'aquest fet, els soldats el van proclamar emperador l'any 280 o 281 aproximadament, juntament amb Pròcul. No obstant això, no es pogué salvar de Probe, qui després d'una llarga i extensa lluita, va aconseguir derrotar-lo. Bonós, quan ja no veia cap altra escapatòria, es va penjar.
Deixà en aquest món una dona i dos fills els quals van rebre un bon tracte per part de Probe, que fins i tot va donar una pensió a la vídua.